# Giannotto Berardi
Giannotto Berardi (Firenze, 1457 – Siviglia, 15 dicembre 1495) è stato un mercante italiano, celebre per essere stato tra i finanziatori del primo viaggio di Cristoforo Colombo.

## Biografia
Giannotto era figlio di Lorenzo Berardi, fondatore di una compagnia commerciale coinvolta nella tratta degli schiavi neri dall'Africa. Dal padre apprese il mestiere di mercante ma decise di occuparsi di importazione di pellame e legno, beni fondamentali durante l'età delle scoperte.
Nel 1485 inizia a gestire la filiale di Siviglia del Banco dei Medici su richiesta di Lorenzo di Pierfrancesco de' Medici. A causa di un rapido incremento degli affari, Berardi chiese l'invio di una persona per aiutarlo a portare avanti l'attività. La persona scelta per questo compito fu il suo amministratore di famiglia: Amerigo Vespucci.
Nel 1492 finanziò il primo viaggio di Cristoforo Colombo ed è probabile che nelle fasi di allestimento della spedizione Vespucci ebbe modo di incontrare e parlare con l'ammiraglio genovese. Insieme al banchiere genovese Francisco de Riberol, finanziò la conquista dell'isola di La Palma da parte di Alonso Fernández de Lugo nel 1492.
Nel 1495 Giannotto muore e Vespucci è costretto a liquidare l'azienda per rimborsare i danni causati da un naufragio di una spedizione allestita poco tempo prima.